# Nguyễn Thị Nương
Nguyễn Thị Nương (sinh ngày 22 tháng 7 năm 1955) là một nữ chính trị gia người Việt Nam. Bà từng là đại biểu Quốc hội Việt Nam khóa 13 nhiệm kì 2011-2016 thuộc đoàn đại biểu tỉnh Cao Bằng, Ủy viên Ban chấp hành Trung ương Đảng Cộng sản Việt Nam; Ủy viên Đảng đoàn Quốc hội; Ủy viên Ủy ban thường vụ Quốc hội khóa 13, Trưởng ban Ban Công tác đại biểu của Ủy ban Thường vụ Quốc hội; Phó Trưởng ban Tổ chức Trung ương (kiêm nhiệm).

## Xuất thân
Bà sinh ngày 22 tháng 7 năm 1955, người dân tộc Tày, không theo tôn giáo nào. Bà có quê quán ở xã Hoàng Tung, huyện Hòa An, tỉnh Cao Bằng.

## Giáo dục
Bà có trình độ học vấn là Tiến sỹ Nông nghiệp.
Bà có trình độ lí luận chính trị là Cao cấp lý luận chính trị.

## Sự nghiệp
Bà từng là Đại biểu HĐND tỉnh Cao Bằng nhiệm kỳ (1994-1999; 1999-2004).
Bà từng là đại biểu Quốc hội Việt Nam khóa 11, khóa 12.
Bà là đại biểu Quốc hội Việt Nam khóa 13 nhiệm kì 2011-2016 thuộc đoàn đại biểu tỉnh Cao Bằng, đồng thời là Ủy viên Ban chấp hành Trung ương Đảng Cộng sản Việt Nam; Ủy viên Đảng đoàn Quốc hội; Ủy viên Ủy ban thường vụ Quốc hội, Trưởng ban Ban Công tác đại biểu của Ủy ban Thường vụ Quốc hội; Phó Trưởng ban Tổ chức Trung ương (kiêm nhiệm), làm việc ở Ban Công tác đại biểu, 37 Hùng Vương, Ba Đình, Hà Nội.